# 福岡県道207号宇島停車場線
福岡県道207号宇島停車場線（ふくおかけんどう207ごう うのしまていしゃじょうせん）は、福岡県豊前市を通る一般県道である。

## 概要
福岡県豊前市大字八屋のJR九州日豊本線 宇島駅から大分県道・福岡県道113号中津豊前線宇島駅前交差点に至る。

### 路線データ
- 起点：福岡県豊前市大字八屋（JR九州日豊本線 宇島駅前）
- 終点：福岡県豊前市大字八屋（宇島駅前交差点、大分県道・福岡県道113号中津豊前線交点）

## 地理

### 通過する自治体
- 豊前市

### 交差する道路
| 交差する道路                      | 交差する場所 | 交差する場所          |
| --------------------------------- | ------------ | --------------------- |
| 大分県道・福岡県道113号中津豊前線 | 大字八屋     | 宇島駅前交差点 / 終点 |

### 沿線
沿道周辺は豊前市の中心部で、金融機関や商店街がある。
- JR九州日豊本線 宇島駅
- 豊前発電所